# スコット・ジョプリン
スコット・ジョプリン（英語: Scott Joplin, 1867年か1868年（後述） - 1917年4月1日）はアメリカ合衆国のアフリカ系アメリカ人の作曲家、ピアノ演奏家。ラグタイムで有名な演奏家・作曲家であり、「ラグタイム王」（King of Ragtime）と呼ばれている。

## 生涯

### 生い立ち
黒人元奴隷農夫のジャイルズ・ジョプリン（Jiles Joplin）とフローレンス・ギヴェンス（Florence Givens）の息子として生まれた。母もアフリカ系アメリカ人だったが、生まれつき自由民だった。
誕生日は長年にわたり、1868年11月24日であると考えられてきたが、ラグタイム研究家のエドワード・バーリン（Edward Berlin）の研究により誤りであることが判明、現在では1867年7月から1868年4月までの間に出生したのではないかという説が有力である。
出生地はテキサス州東部の州境地帯（アーカンソー州 - ルイジアナ州 - テキサス州）に位置するカス郡の郡都・リンデン（Linden、人口およそ2万4千人）付近。かつては、1868年11月24日にダラスとリトルロックのほぼ中間に位置する同州ボウイ郡テクサカーナ（Texarkana,TX）で生まれたのだと考えられてきた。
1875年、家族と共にテキサス州テクサーカナに移り住んだ。早くから音楽的才能が現れ、バンジョーを上手くこなした。両親は彼の才能を伸ばすことに力を貸し、特に母は生活費を削ってピアノを買い与えた。この時代の黒人は教育の機会が与えられず、仕事も限られていたので、「何か自分の身を助ける才能があれば」と願ったのだと考えられる。1876年にはJulius Weissの指導で音楽を習う（ピアノは独学と言われるが、10代でダンス音楽の演奏家になった）。

### 独り立ち
1882年ごろに親元から離れ、ミシシッピー川流域のサロンの1つ「メイプル・リーフ・サロン」で演奏、白人の音楽出版者ジョン・スタークに出会う。1890年ごろにセントルイスに移り住み、アメリカ中西部のサロンや売春宿で演奏した。1893年にはシカゴのコロンビアン・エクスポジション隣接のスポーツ・エリアで演奏した。1894年にミズーリ州セダリア（Sedalia）へ移り住み、そこから8人の仲間と共にテキサス・メドレー・カルテットを編成し、ニューヨークまで演奏旅行をした。

### ラグ
1895年、クラシック音楽のピアニスト・作曲家としての人生を歩みたいと願い、黒人のためのジョージ・R・スミス大学で学ぶ。彼はヨーロッパのクラシック音楽とアフリカ系アメリカ人のハーモニーとリズムを結びつける音楽を追求していた。これは後日、音楽ジャンル『ラグ』として認知されるようになった。
1896年9月16日、ミズーリ・カンザス・テキサス鉄道の宣伝のためにテキサス州ウェーコ近くで行った人為的な車両同士の正面衝突クラッシュ・アット・クラッシュ（衝撃によるボイラー爆発で5万人の観客の一部に破片が飛び、2名死亡と重傷者の出る大事故になった）にジョプリンは作曲へのインスピレーションを感じ、『ザ・グレート・クラッシュ・コリジョン・マーチ The Great Crush Collision March』を作曲した。その後、1899年ごろから1914年まで15年間にわたって多くのラグを作曲した。
1900年にセントルイスに移り住み、ジョン・スタークと親交を深めた。スタークは彼の作品『メイプル・リーフ・ラグ Maple Leaf Rag』を発売し、大成功を収めた。1901年にはスコット・ハイデン（Scott Hayden）と共に『サンフラワー・スロウ・ドラッグ Sunflower Slow Drag』を作曲、さらにハイデンの妹ベルと結婚したが、彼女はジョプリンの音楽に理解が無く、2人は1903年に離婚した。1902年に代表作『ジ・エンターテイナー The Entertainer』を作曲、1903年にオペラ『ゲスト・オブ・オナー（名誉ある客） A Guest of Honor』を作曲したが、このオペラは失われて現存しない。

### 晩年
1907年、33歳のロッティー・ストークス（Lottie Stokes）に出会い、その後10年を幸せに送った。ストークスはベルと違い、音楽を愛していた。1911年にニューヨークへ移り住み、オペラ『トゥリーモニシャ Treemonisha』を作曲。
1915年、オーケストラの代わりに彼のピアノでの演奏でオペラが公演されたことが一度あったが不評に終わった。後にベルが述べたところによると、それがジョプリンにとって精神的に相当な衝撃であった。
1917年1月中旬、梅毒により精神・肉体に異常をきたし、ブルックリンの病院に入院。晩年は認知症が発現し入退院を繰り返していた。同年4月1日に死去した。死因は直接的には肺炎ということであったが、実際には梅毒による複合的な身体機能の劣化であると考えられる。

## 死後

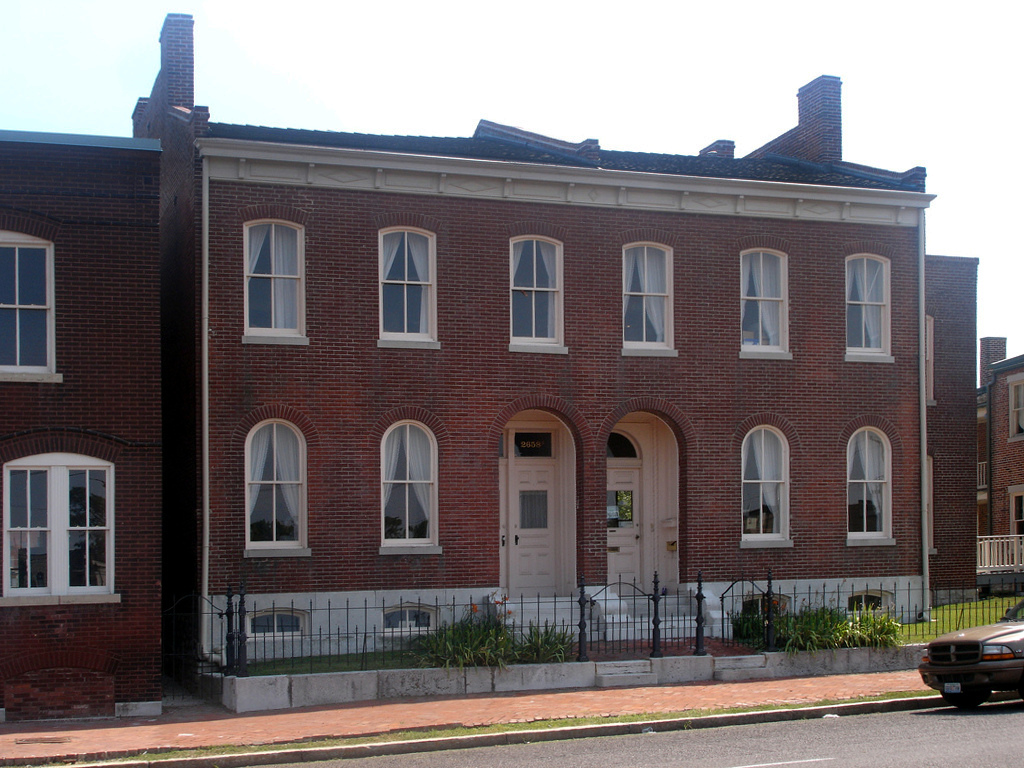
ジョップリンの自宅　現在は博物館（ミズーリ州セントルイス）

彼の存命中、版権から得られる収入はあったが、重要な作曲家としては認知されず、1970年代になってようやくその音楽が見直された。
1973年、映画『スティング』の中で、彼の音楽が使われ大ヒット、音楽部門でアカデミー賞を得た。これと前後してピアノ演奏によるレコードが次々と登場し、多くは全米のクラシック音楽セールスで上位に入った。1976年、彼のオペラ『トゥリーモニシャ Treemonisha』が演奏され、ピューリッツァー賞を得た。
現代ではセントルイスでは彼が2年間住んでいた家が "Scott Joplin State" という博物館になっており、6ドル払うと見学出来るようになっている。

## 作品リスト

### ピアノ曲
- コンビネーション・マーチ Combination March - 1896年
- ハーモニー・クラブ・ワルツ Harmony Club Waltz - 1896年
- ザ・グレート・クラッシュ・コリジョン・マーチ The Great Crush Collision March - 1896年
- メイプル・リーフ・ラグ Maple Leaf Rag - 1899年
- オリジナル・ラグズ Original Rags - 1899年
チャールズ・N・ダニエルズ（Charles N. Daniels）の編曲による。
- スワイプシー=ケーク・ウォーク Swipesy-Cake Walk  - 1900年
A. マーシャル（Arthur Marshall）との共作。
- オーガスタン・クラブ・ワルツ Augustan Club Waltz - 1901年
- ピーチェリン・ラグ Peacherine Rag - 1901年
- サンフラワー・スロウ・ドラッグ Sunflower Slow Drag - 1901年
S. ハイデン（Scott Hayden）との共作。
- イージー・ウィナーズ The Easy Winners - 1901年
- ブリーズ・フロム・アラバマ A Breeze From Alabama - 1902年
- クレオファ Cleopha - 1902年
- エリート・シンコペーションズ Elite Syncopations - 1902年
- マーチ・マジェスティック March Majestic - 1902年
- ジ・エンターテイナー The Entertainer - 1902年
- ストレニアス・ライフ The Strenuous Life  - 1902年
- パーム・リーフ・ラグ Palm Leaf Rag - 1903年
- サムシング・ドゥイング Something Doing - 1903年
S. ハイデン（Scott Hayden）との共作。
- しだれ柳（ウィーピング・ウィロー） Weeping Willow - 1903年
- カスケーズ The Cascades - 1904年
- 菊の花（クリサンシマム） The Chrysanthemum  - 1904年
- フェイヴァリット The Favorite - 1904年
- シカモア The Sycamore - 1904年
- ベセーナ Bethena - 1905年
- ビンクス・ワルツ Binks' Waltz - 1905年
- レオラ Leola - 1905年
- ローズバッド・マーチ The Rosebud March - 1905年
- アントワネット Antoinette - 1906年
- ユージニア Eugenia - 1906年
- ラグタイム・ダンス The Ragtime Dance - 1906年
1902年の改訂からさらに短縮された版であり、現在もっともよく知られる版。1899年の初版と1902年の改訂版の損失を埋めるため出版された。
- グラジオラス・ラグ Gladiolus Rag - 1907年
- ヘリオトロープの花束 Heliotrope Bouquet - 1907年
L. ショーヴァン（Louis Chauvin）との共作。
- リリー・クイーン Lily Queen - 1907年
A. マーシャル（Arthur Marshall）との共作。
- ローズ・リーフ・ラグ Rose Leaf Rag - 1907年
- サーチライト・ラグ Searchlight Rag - 1907年
- ノンパレル The Nonpareil - 1907年
- フィグ・リーフ・ラグ Fig Leaf Rag - 1908年
- パイン・アップル・ラグ Pine Apple Rag  - 1908年
- スクール・オブ・ラグタイム School of Ragtime - 1908年
- 砂糖きび（シュガー・ケイン） Sugar Cane - 1908年
- カントリー・クラブ Country Club - 1909年
- ユーフォニック・サウンズ Euphonic Sounds - 1909年
- パラゴン・ラグ Paragon Rag - 1909年
- 楽しい一時（プレザント・モーメンツ） Pleasant Moments - 1909年
- ソラース Solace - 1909年
- ウォール・ストリート・ラグ Wall Street Rag - 1909年
- シルバー・スワン・ラグ Silver Swan Rag - 1909～10年（死後出版）
1914年にピアノロールへ録音されたが長らく忘れ去られ、その後1970年に再発見され、翌年1971年に楽譜が出版された。
- ストップタイム・ラグ Stoptime Rag - 1910年
- フェシリティ・ラグ Felicity Rag - 1911年
S. ハイデン（Scott Hayden）との共作。
- スコット・ジョプリンのニュー・ラグ Scott Joplin's New Rag - 1912年
- リアル・スロウ・ドラッグ A real slow Drag - 1913年
オペラ「トゥリーモニシャ」からの編曲作品。
- キスメット・ラグ Kismet Rag - 1913年
S. ハイデン（Scott Hayden）との共作。
- マグネティック・ラグ Magnetic Rag - 1914年
- リフレクション・ラグ Reflection Rag - 1917年（死後出版）

### 歌曲
- アイ・アム・シンキング・オブ・マイ・ピカニニー・デイズ I Am Thinking of My Pickanniny Days（Henry Jackson詞） - 1902年
- リトル・ブラック・ベイビー Little Black Baby（Louis Armstrong Bristol詞） - 1903年
- サラ・ディア Sarah Dear（Henry Jackson詞） - 1905年
- スノーイング・サンプソン Snoring Sampson （Harry La Mertha詞） - 1907年
- ホエン・ユア・ヘア・イズ・ライク・ザ・スノウ When Your Hair Is Like the Snow（"Owen Spendthrift"詞） - 1907年

### バレエ
- ラグタイム・ダンス The Ragtime Dance - 1899年

### オペラ
- ゲスト・オブ・オナー（名誉ある客） A Guest of Honor - 1903年（消失）
- トゥリーモニシャ Treemonisha - 1911年

### その他
- ラグタイム・ダンス The Ragtime Dance - 1902年
ナレーションとピアノのための作品。1899年発表のバレエ音楽からの改訂版。